# Nekropole von Édon
Die Nekropole von Édon wird von den aus Kalksteinplatten bestehenden „Dolmen de la Pierre Rouge“, dem „Dolmen de la Gélie“ und dem „Menhir de la Pierre Debout“ gebildet. Die „sogenannte Nekropole von Édon“ ist keine Anhäufung mehrerer jungsteinzeitlicher Megalithanlagen, sondern zweier – etwa einen Kilometer voneinander entfernter – Standorte. Das Ensemble ist jedoch unter dieser Bezeichnung seit 1989 als Monument historique anerkannt.
Die beiden letzteren liegen in der Nähe der Straße D443 von Angoulême nach Périgueux. Alle drei liegen nördlich von Édon im äußersten Südosten des Département Charente nahe der Grenze zum Département Dordogne in Frankreich. Dolmen ist in Frankreich der Oberbegriff für neolithische Megalithanlagen aller Art (siehe: Französische Nomenklatur).

## Dolmen de la Pierre Rouge
Der westlich gelegene Dolmen de la Pierre Rouge (auch Dolmen de Lambertie genannt) ist etwa 6,25 m lang und 3,25 m breit und wird von einem riesigen, allseitig überstehenden, schräg aufliegenden Deckstein bedeckt. Erhalten sind auch die seitlichen Tragsteine und der Endstein.

## Dolmen de la Gélie
Der Dolmen de la Gélie ist kleiner aber typischer Dolmen vom Typ angevin mit vorgesetztem Portal.
Der „Menhir de la Pierre Debout“ (aufrechter Stein) befindet sich südwestlich vom Dolmen de la Gélie, im Wald neben der Straße. Er ist zwei Meter lang und hoch. Ein gleichnamiger Menhir liegt in Reviers im Départment Calvados.